# Julia Esquivel Velásquez
Julia Esquivel Velásquez (3 de mayo de 1930 - 19 de julio de 2019) fue una poeta, teóloga y activista por los derechos humanos guatemalteca.

## Biografía
Esquivel fue académica en la Universidad de San Carlos en Guatemala, en el Seminario Biblico Latinoamericano en Costa Rica y en el instituto ecuménico de Bossey en Suiza.
Fue autora de siete libros, incluyendo las colecciones Threatened with Resurrection (1982) y The Certainty of Spring (1993).
En 1994, recibió un doctorado honorario de la Universidad de Bern.
Falleció en ciudad de Guatemala el 19 de julio de 2019.